# Osiris II

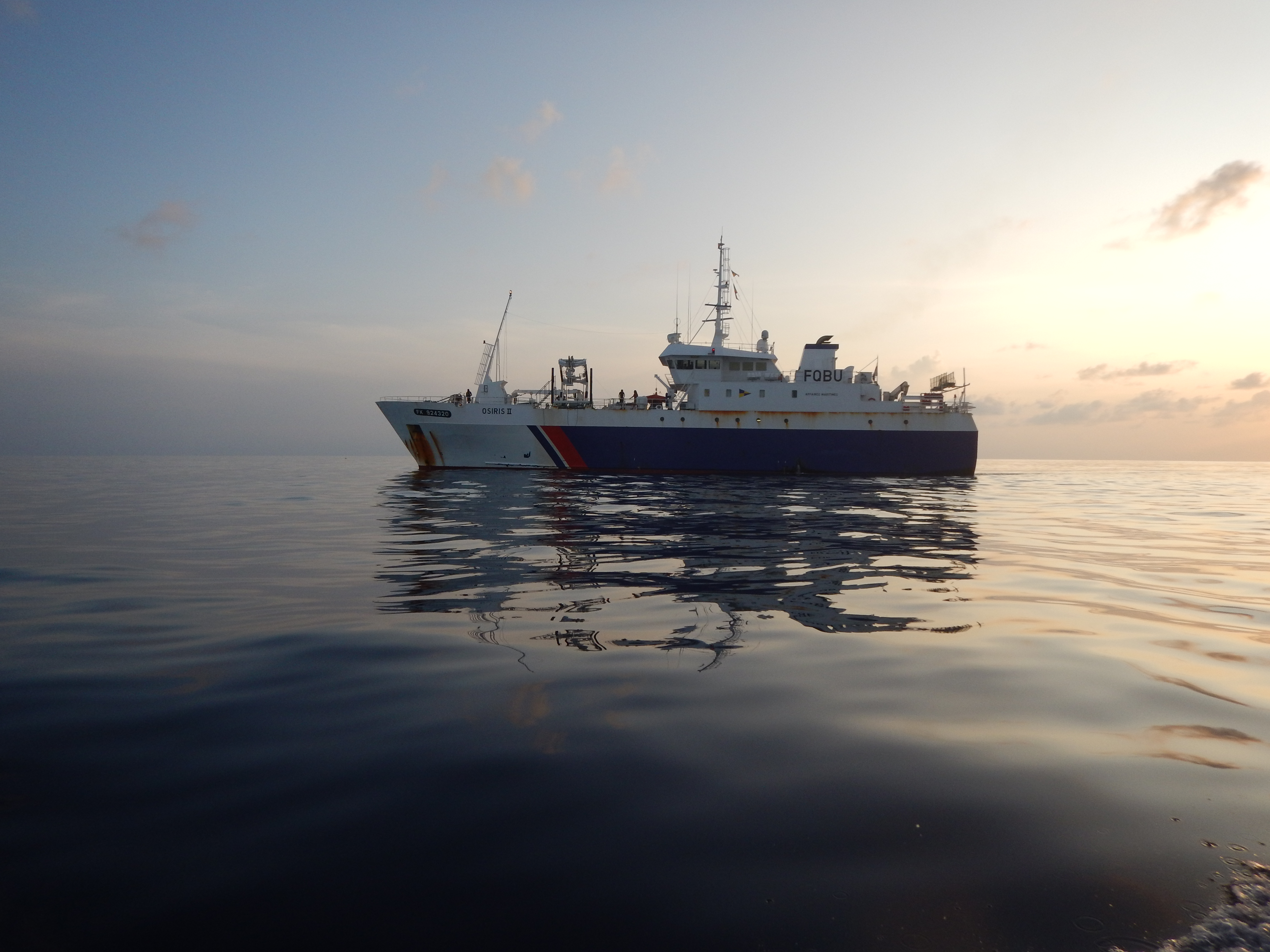

L'Osiris II est un patrouilleur austral des Affaires maritimes (PAAM) entré en service en juin 2019. Basé à Port-des-Galets sur l’île de la Réunion, il succède à l'Osiris désarmé fin 2018.

## Histoire
L'Osiris II est l'ancien palangrier Ile-de-la-Réunion, de l'armement COMATA-Scapêche. Il a été transformé en patrouilleur austral par le chantier mauricien CNOI (Chantier naval de l'océan Indien) en avril 2019. Il est équipé d'un local de plongée, de laboratoires permettant l'analyse des prélèvements halieutiques et d'une embarcation d'intervention rapide.
Construit en 2002 à Concarneau par les chantiers Piriou, l'Osiris II a une longueur de 55 m, une largeur de 11 m et peut embarquer un équipage d'une trentaine de personnes dont des contrôleurs des Affaires maritimes.
Comme son prédécesseur, il porte le marquage de l'action de l'État en mer (AÉM), les bandes tricolores inclinées, bleues, blanches et rouges.
En juillet 2020, il est listé officiellement comme navire de recherche halieutique.
Depuis, sa mission principale est la surveillance des pêches des ZEE France et TAAF.
Les objectifs de cette mission sont : 
- Détecter la présence de navires de pêche INN dans les zones de patrouille des ZEE France et TAAF, de Comores, Madagascar, Seychelles et de Tanzanie (...) lors des missions internationales et les inspecter.
- Inspecter les navires de pêche suspects actifs ou en transit dans la zone de patrouille.
- Détecter les activités de transbordement et inspecter celles suspectes.
- Contrôler les navires de pêche disposant d’autorisation.
- Rapporter tous les navires inspectés ou identifiés ainsi que tout engin de pêche rencontré.

L'objectif prioritaire de cette mission est la surveillance des pêcheries de senneurs, palangriers et des chalutiers dans l’Océan Indien.
Cette mission permet de partager les compétences individuelles de chaque état afin de permettre le développement des compétences collectives (échanges de mode opératoire de contrôle, de procédures et de connaissances) le travail coopératif sur les activités régulières et pêche INN.
Le contrôle opérationnel de l’OSIRIS II est assure par la Direction de la Mer à La Réunion.
Lorsque la patrouille OSIRIS II se trouve dans la ZEE d'un des États partenaires de la mission, le contrôle tactique est assuré par le centre de surveillance des pêches (CSP) de cet État. Le chef des opérations est responsable de la conduite de l’opération dans sa zone de juridiction.